# Ctenocella schmitti
Ctenocella schmitti är en korallart som först beskrevs av Bayer 1961.  Ctenocella schmitti ingår i släktet Ctenocella och familjen Ellisellidae. Inga underarter finns listade i Catalogue of Life.